# جيورجي باكوس
جيورجي باكوس (بالمجرية: Bakos György) هو منافس ألعاب قوى مجري، ولد في 6 يوليو 1960 في زالاجيرسيج في المجر.

## وصلات خارجية
- جيورجي باكوس على موقع الاتحاد الدولي لألعاب القوى (الإنجليزية)
- جيورجي باكوس على موقع أوليمبيديا (الإنجليزية)